# Josef García-Cascales
Josef García-Cascales CMF (* 9. August 1928 in Xàtiva, Provinz Valencia, Spanien als José Maria García-Cascales; † 8. September 2012 in Wien, Österreich) war ein in Österreich tätiger spanischer Claretiner. Er war der Begründer der Cursillo-Bewegung im deutschsprachigen Raum.

## Leben
Josef García-Cascales wurde in der spanischen Provinz Valencia geboren, sein Vater wurde 1936 wegen seines christlichen Glaubens im Spanischen Bürgerkrieg ermordet. 1940 trat er in das Kleine Seminar der Claretiner in Alagón, Provinz Saragossa, ein. 1946 trat er der Ordensgemeinschaft in Vic, Provinz Barcelona, bei und studierte Philosophie in Nordspanien. Von 1949 bis 1953 studierte er Katholische Theologie in der Philosophisch-Theologischen Hochschule Sankt Georgen in Frankfurt am Main. 1953 empfing er die Priesterweihe. Seit 1958 war er in Wien tätig.
Zu Pfingsten 1960 führte er, ausgehend von Stift Heiligenkreuz, die Cursillo-Bewegung im deutschsprachigen Raum ein und war der Leiter der Bewegung bis 2003. 1969 wurde er von der Österreichischen Bischofskonferenz zum Leiter der Arbeitsgemeinschaft der Diözesansekretariate (ADC) ernannt. Er war Kirchenrektor bei der Kapelle Unbeflecktes Herz Mariä der Pfarre Breitenfeld.
Seine schriftstellerischen Werke haben eine Auflage von nahezu 1,5 Millionen Exemplaren erreicht. Er leitete über 35 Jahre lang die Zeitschrift „Cursillo - Evangelium heute“.

## Publikationen
- Claret gegen Windmühlen.
- Bund der Freundlichkeit. 3. Auflage, Wien 1959, 17. Auflage, Hermagoras-Verlag, Klagenfurt 2005, ISBN 3-7086-0139-4.
- Lebensfülle. 2009
- Utopien in der Bibel. 2008
- Zertretene Millionen. 1975
- Hat Christentum Zukunft?
- Die An-Gebote Gottes: Angebote des Lebens,
- Gotteserfahrung – Christuserlebnis, 1978
- Das Zeugnis des Cursillo. 1966
- Mensch werde menschlich. Denkanstösse für Denkfreudige. 2012, früher: Wesentliches für wache Christen. Wegzeichen. 1993.
- Bis zur letzten Tiefe. Denkanstösse. Mohorjeva, Klagenfurt 2012, ISBN 978-3-7086-0682-8.
- Worte der Ermutigung. Mohorjeva, Klagenfurt 2013, ISBN 978-3-7086-0791-7.